# Steinhausen an der Rottum

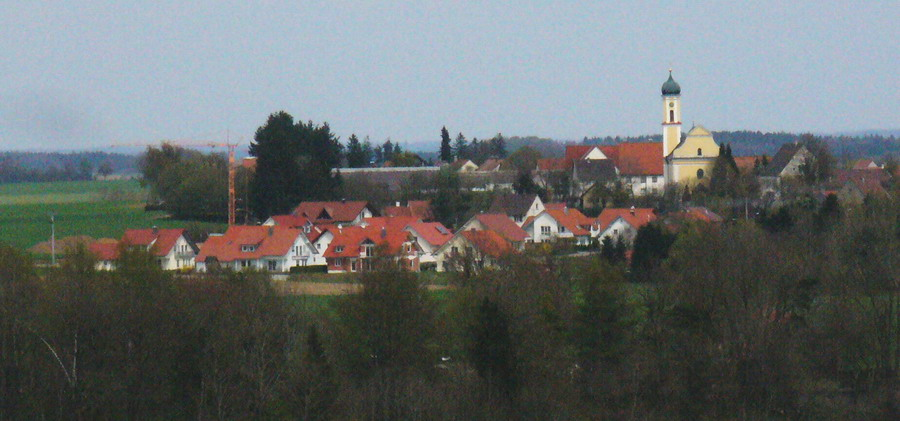
Dzielnica Bellamont

Steinhausen an der Rottum – miejscowość i gmina w Niemczech, w kraju związkowym Badenia-Wirtembergia, w rejencji Tybinga, w regionie Donau-Iller, w powiecie Biberach, wchodzi w skład wspólnoty administracyjnej Ochsenhausen. Leży w Górnej Szwabii, nad rzeką Rottum, ok. 15 km na południowy zachód od Biberach an der Riß.